# Gerald Boudreaux
Gerald Boudreaux es un político estadounidense oriundo de Lafayette, Luisiana. Es miembro del Partido Demócrata y ha representado el Distrito 24 en el Senado de Luisiana desde 2016.

## Trayectoria
Antes de ingresar a la política, Boudreaux se desempeñó como director de Parques y Recreación en Lafayette, Luisiana, cargo que ocupó hasta su renuncia en 2020. Su renuncia se produjo después de que el alcalde-presidente de Lafayette, Josh Guillory, impusiera un recorte presupuestario del 35 % en su departamento durante dos años. Boudreaux es miembro activo de varias juntas, incluyendo el Louisiana Sports Hall of Fame, el Centro de Servicios contra el Cáncer Miles Perret, el Sistema de Salud de las Misioneras Franciscanas de Nuestra Señora y el Comité del Día de Martin Luther King Jr.. El 7 de agosto de 2023, Boudreaux anunció su candidatura para la reelección al Senado de Luisiana.

## Elecciones

### 2015
En las elecciones al Senado Estatal de Luisiana de 2015, Boudreaux resultó victorioso en el 24.º Distrito Senatorial como candidato del Partido Demócrata, obteniendo el 26,10 % de los votos.

### 2019
En las elecciones al Senado Estatal de Luisiana de 2019, Boudreaux fue reelegido como candidato del Partido Demócrata en el 24.º Distrito Senatorial, obteniendo el 75,50 % de los votos.

## Baloncesto universitario de la NCAA
Antes de su carrera política, Boudreaux se desempeñó como árbitro de baloncesto universitario de la NCAA de 1984 a 2006. Luego, se convirtió en supervisor de árbitros de baloncesto masculino de la Southeastern Conference desde 2006 hasta 2013. Durante su carrera, fue árbitro en cinco de los juegos del Torneo de la NCAA y en los juegos de campeonato de 1997, 1999, 2000, 2001 y 2003.